# Mambo (vaudou)
Pour les articles homonymes, voir Mambo (homonymie).
 (décembre 2008).
Si vous disposez d'ouvrages ou d'articles de référence ou si vous connaissez des sites web de qualité traitant du thème abordé ici, merci de compléter l'article en donnant les références utiles à sa vérifiabilité et en les liant à la section « Notes et références ».
La manbo (en créole ; prononcé mãbo), ou mambo de façon francisée, est une prêtresse dans la religion vaudou en Haïti, qui a pour rôle d'interpréter les volontés des lwas. Cette tradition est héritée de l'hounsi en Afrique.
Son équivalent masculin est le houngan (prononcé hougan). Ce sont eux qui tracent les vévés et guident les cérémonies. L'insigne de leur pouvoir est l'asson, et ils officient dans l'oufo (ou hounfo en Afrique : Bénin, Togo).
La vocation de la manbo vient souvent de la famille, mais peut aussi survenir à la faveur d'un rêve ou d'une maladie qui lui dévoile sa mission. Lors de son initiation, qui dure une semaine, la manbo ou l'houngan doit jurer de respecter les pouvoirs des lwas, et un lwa reste à vie sur la tête de la prêtresse ou du prêtre pour le protéger.